# Oscar Flores Tapia
Oscar Flores Tapia (Saltillo, Coahuila; 5 de febrero de 1913 - Saltillo, Coahuila; 11 de julio de 1998) fue un periodista, escritor y político mexicano, miembro del Partido Revolucionario Institucional. Fue gobernador de Coahuila entre 1975 y 1981.

## Biografía
Hijo de Urbano Flores, precursor del movimiento antirreeleccionista de Francisco I. Madero en Coahuila y funcionario en el gobierno constitucionalista del presidente Venustiano Carranza. Compartió desde niño con su madre, Julia Tapia; la responsabilidad de sostener su hogar y sólo pudo cursar hasta el segundo grado de primaria. De aguda inteligencia, carácter firme y emprendedor, se abrió paso como periodista y escritor al lado del señor Delfín Cepeda, y luego con Federico Berrueto Ramón e Ildefonso Villarello Vélez, fortaleció la corriente del pensamiento liberal en Coahuila.

## Carrera
Creó la Asociación de Escritores y Periodistas de Saltillo en 1950. Director de la Imprenta del Gobierno del Estado, dio impulso a la edición de obras históricas, poéticas y narrativas. Autor de las novelas: Vida, pasión y muerte de Cástulo Ratón, y La casa de mi abuela; Héroes, crónica; Versos, Soneto de la rosa, Retablo, Visión de México, poemas; Francisco I. Madero, y Miguel Ramos Arizpe, ensayos biográficos, y de Los sueños del hombre y otros cuentos; Te espero en el infierno. La Reforma, la Intervención y el Imperio, y Cuatro coahuilenses en el destino de México, historia. Infierno purgatorio y poesía de Dante; Carranza, discursos políticos. Dante Alighieri, su vida, su obra y su tiempo; López Portillo y yo, historia de una infamia política, ensayos; El señor gobernador, autobiografía política. Coautor de El Hombre y el genio, estudio psicológico. Recopilador de Juárez en la poesía. Editor de cuatro cuadernos juaristas, las Memorias de Lerdo y de la Revista Coahuilense de Historia. Fundador de Pensamiento Político, revista de estudios sociales y políticos. Cofundador de la revista Provincia. 

## Trayectoria
Presidente del Comité Directivo Estatal del PRI; secretario particular del gobernador Raúl López Sánchez. Senador de la República; secretario general de la CNOP. Gobernador Constitucional del Estado de Coahuila (1975 – 1981); dio impulso al desarrollo industrial y agrícola de la entidad; construyó los actuales edificios de los poderes Ejecutivo, Legislativo y Judicial del Estado; remodeló las presidencias municipales; creó el Teatro de la Ciudad en Saltillo, Casas de la Cultura y el Colegio Coahuilense de Investigaciones Históricas, del que fue presidente a la muerte de don Federico Berrueto; guardián permanente del Credo Juarista en Coahuila; impulsó la educación, la cultura y creó la infraestructura urbana de Saltillo, gestionó, negoció y facilitó la instalación de las plantas armadoras General Motors y Chrysler en Saltillo Coahuila, sin su trabajo no se entiende el desarrollo industrial y económico de Saltillo.

## Muerte
Sus restos descansan en la Rotonda de los Coahuilenses Ilustres del Panteón de Santiago, en Saltillo, Coahuila.